# Festung Osowiec

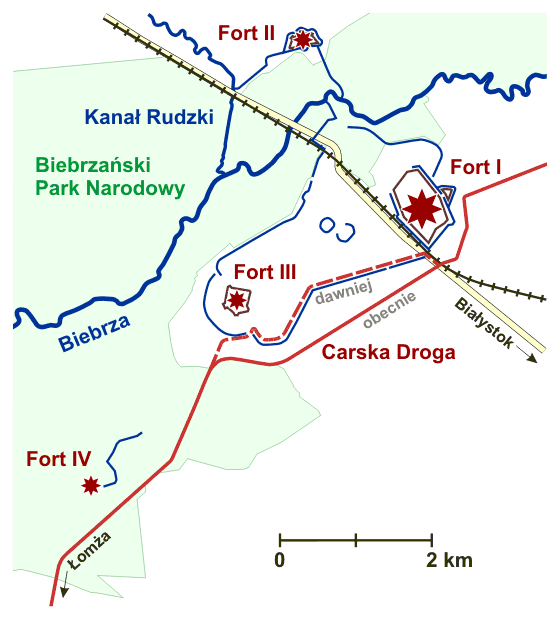
Lageplan der Festung

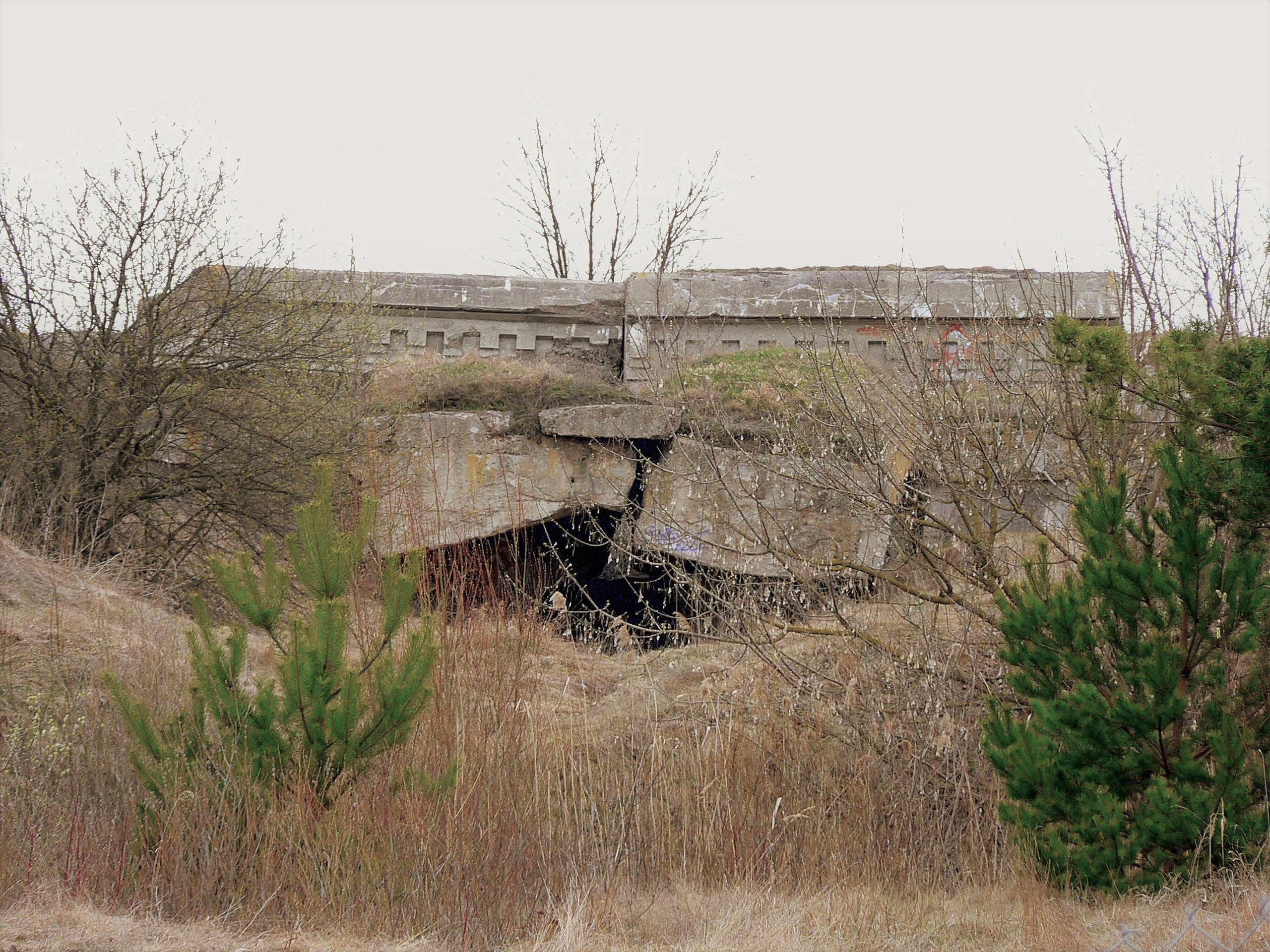
Trümmer des Forts II der Festung

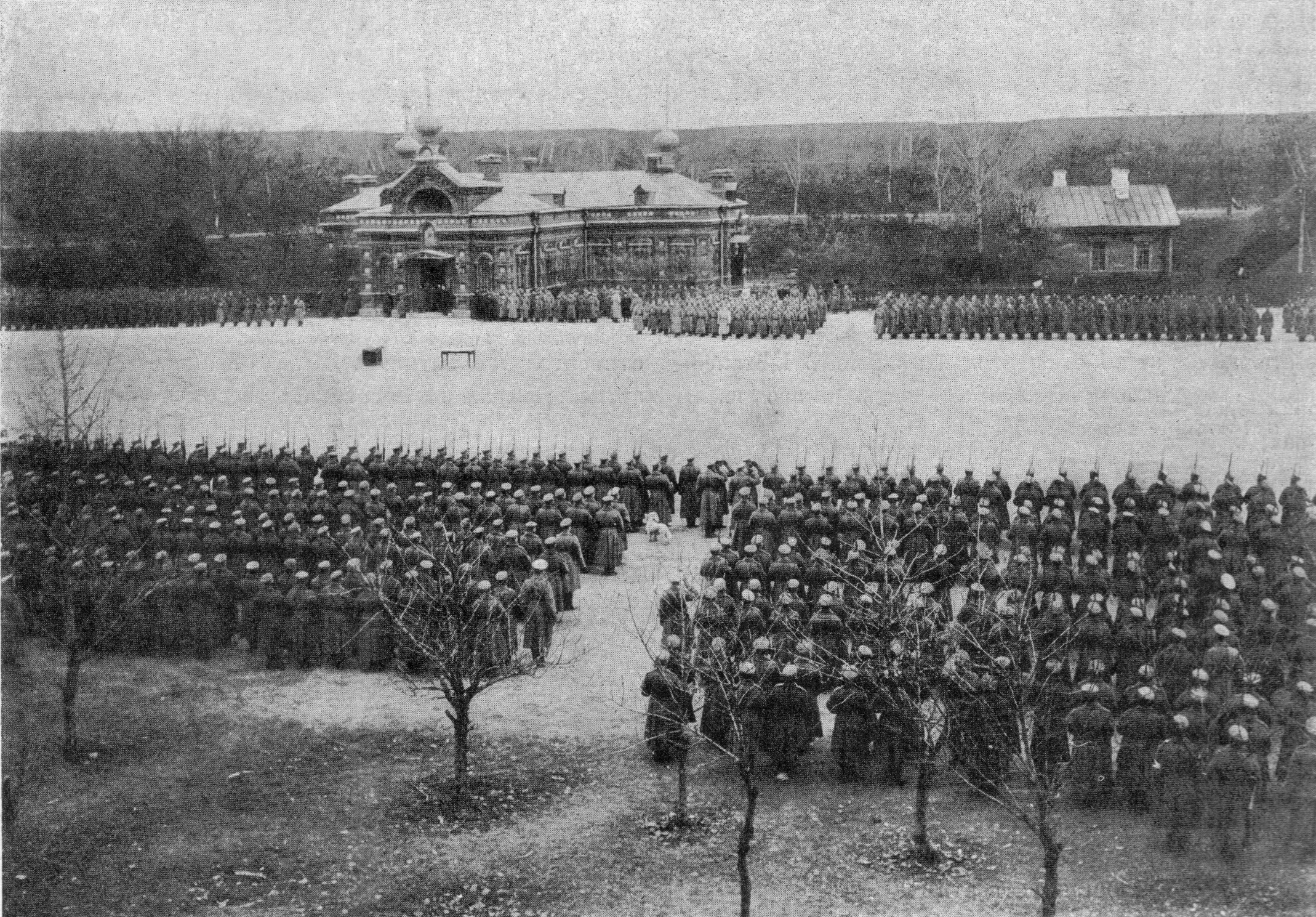
Besatzungsmannschaften angetreten vor der Festungskirche, Bild aus dem Jahre 1915

Die Festung Osowiec (polnisch Twierdza Osowiec, russisch Крепость Осовец, deutsch früher Festung Ossowitz) im Nordosten Polens wurde im 19. Jahrhundert von der russischen Armee errichtet. Sie lag im Gouvernement Grodno des russischen Zarenreiches.

## Lage

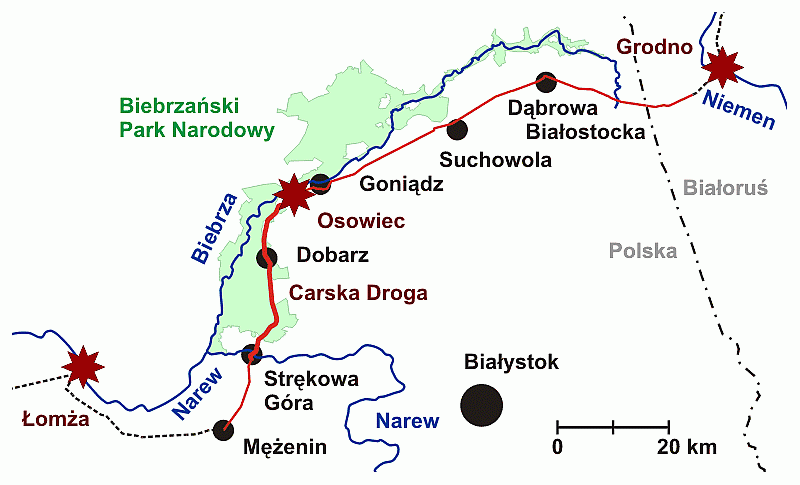
Lage der Festung Osowiec am Carska Droga (deutsch: Zarenweg) durch die Sümpfe des Biebrza-Nationalparks zwischen Strękowa Góra und Goniądz

Die Festung Osowiec lag 30 Kilometer von der Grenze zu Ostpreußen entfernt an einem der wichtigsten Übergänge über den Fluss Biebrza. Sie war umgeben von den gleichnamigen Sümpfen. Durch die Festung lief die Eisenbahnlinie von Białystok über Lyck nach Königsberg und wurde an dieser Stelle vollkommen von ihr beherrscht. Ihre Lage zu beiden Seiten des Flusses, umgeben von Sümpfen, zeichnete die Festung aus, machte sie schwer erreichbar und kaum angreifbar. Neben der Eisenbahnbrücke bot der Fluss zwei Überquerungsmöglichkeiten: Eine im Gebiet der Dörfer Guzy und Goniądz, die andere sechs Kilometer flussabwärts vom Dorf Sosnya. Diese wurde wegen einer Nutzung durch Karl XII schwedische Furt genannt.

## Geschichte

### Bau und Beschreibung
Auf Befehl des Zaren Alexander II. wurde bei dem Dorf Osowiec über 1.000 Hektar Grund erworben und die Bewohner zwangsweise umgesiedelt. 1882, auf Befehl von Alexander III., begann der Festungsbauer Stanislaw A. Strelezki auf diesem Land eine Festung zu bauen, um die Eisenbahnlinie zu verteidigen. 1885 wurde hier Strelezkis Sohn Nikolai geboren. Die als erste gebaute Festung, welche sich etwa zwei Kilometer von der Eisenbahnbrücke entfernt direkt auf der Strecke links vom Ufer befand, besetzten vier Infanteriekompanien und 60 Kanonen mit entsprechender Anzahl von Kanonieren. Noch vor der Fertigstellung der ersten Festung begann der Bau an einer zweiten Festung namens Zarechny, die 1,25 Kilometer entfernt von der Eisenbahnbrücke und rechts vom Ufer eine Fahrt über den Fluss erschweren sollte. Innerhalb der fünfeckigen Festung wurde eine Infanteriekompanie, Kanoniere und eine Pioniereinheit stationiert. 1886 begannen 2 Kilometer südwestlich von der ersten Festung Bauten für eine dritte Festung, die nach der verteidigten schwedischen Furt schwedische Festung genannt wurde. Zwischen 1892 und 1900 baute man eine vierte Festung, genannt Neue Festung. Nach einer Mobilisierungsprobe 1912 modernisierte man die Festung: Die Festung Zarechny, die schwedische Festung und die Neue Festung erhielten verstärkte Mauern, in der ersten Festung errichtete man neue Kasernen, ein bewaldetes Gebiet zwischen der ersten und der dritten Festung wurde mit Verteidigungen ausgestattet und auf einem Hügel benannt Skobelevaya wurde der Bau einer Batterie begonnen. Diese Bauten mussten wegen des Ausbruchs des Ersten Weltkrieges in aller Eile fertig gestellt werden.
Zu Beginn des Ersten Weltkrieges bestand die Festung aus vier Forts, die durch Wälle und Gräben verbunden waren, welche mit 69 stationären Geschützen und 24 mobilen Feldgeschützen versehen wurden. Die Festungswerke wurden zunächst als Ziegel-Mauerwerk ausgeführt, das vierte Fort aber bereits in Betonbauweise errichtet. Es war damit das erste Fortifikationswerk dieser Art im Zarenreich und galt als eines der Modernsten.

### Erster Weltkrieg

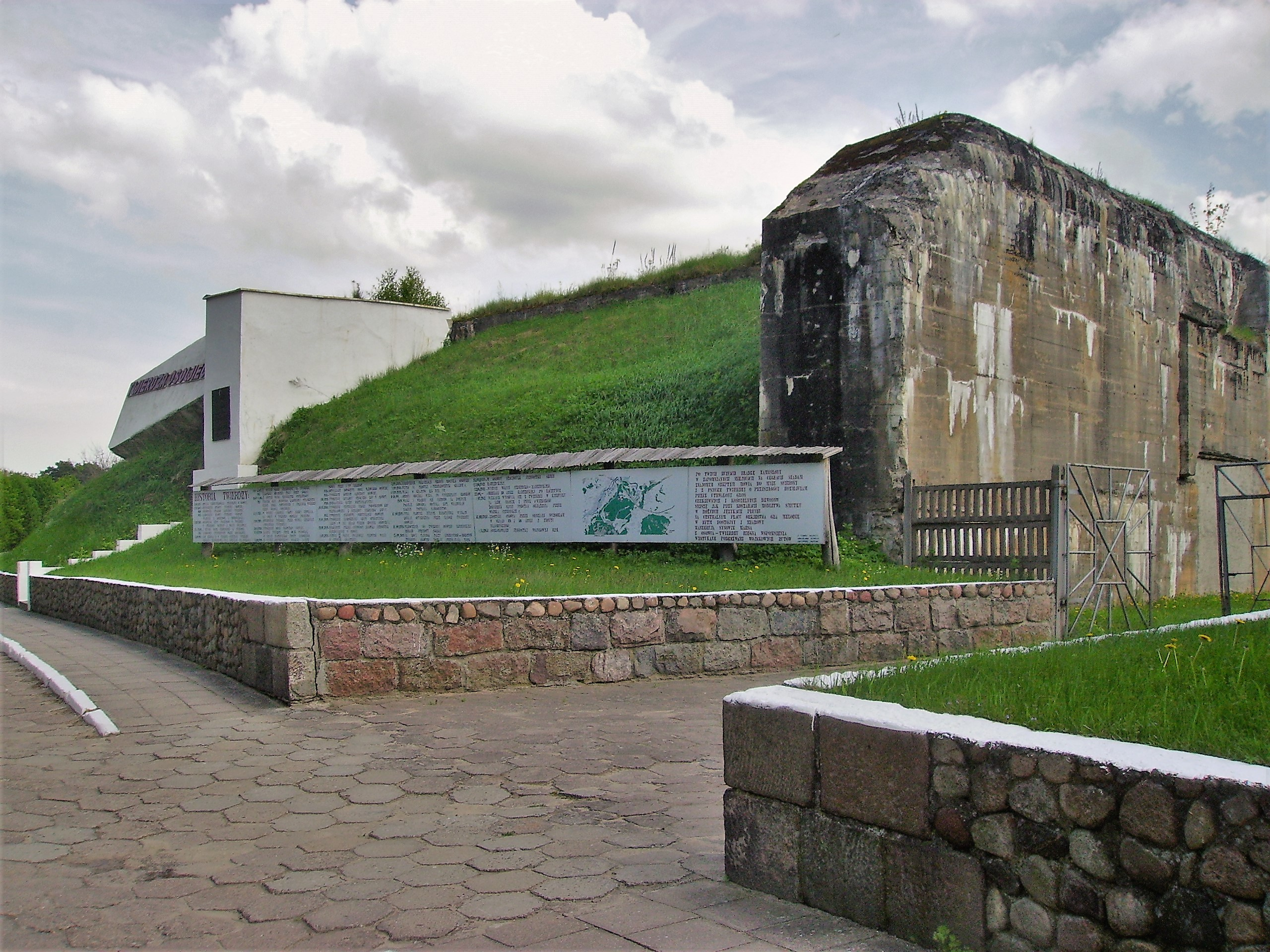
Fort 1 der Festung mit dem Mahnmal im Hintergrund

#### Belagerung im September 1914
Im September 1914, nach der Schlacht an den Masurischen Seen, näherten sich Teile der deutschen 8. Armee der Festung Osowiec. Bis zum 21. September 1914 hatten die deutschen Truppen ihre russischen Gegner so weit zurückgedrängt, dass die Festung in Reichweite ihrer Artillerie kam. Ab dem 26. September 1914 kam auch schwere Artillerie mit einem Geschützkaliber von bis zu 210 mm zum Einsatz. Insgesamt 60 Geschütze richteten ihr Feuer auf die Festung. Nach zwei Tagen wagten die Deutschen einen Angriff ihrer Infanterie auf die Festung, der im Feuer der Verteidiger und ihrer Festungsgeschütze scheiterte. Am nächsten Tag unternahmen die Russen einen Gegenangriff. In einer Zangenbewegung zwangen sie die Deutschen, ihre Geschütze zurückzunehmen.

#### Belagerung im Frühjahr 1915
Am 3. Februar 1915 griffen die deutschen Truppen die Festung wieder an. Der Angriff erfolgte im Zusammenhang mit der allgemeinen Offensive der deutschen Armeen am ostpreußischen Abschnitt der Ostfront, die zur Winterschlacht in Masuren führte. Es kam zu heftigen Kämpfen mit einem ersten Verteidigungsring um das Fort, den die Russen angelegt hatten. Nach fünf Tagen, am 9. Februar 1915, zogen sich die Russen auf einen zweiten vorbereiteten Verteidigungsring zurück, dessen ausgehobene Schützengräben und Maschinengewehrnester sie schützten und sie erfolgreich standhalten ließen. Den Deutschen war es aber nun wegen der geringeren Distanz möglich, die Festung direkt zu beschießen. Sie brachten 68 Geschütze in Stellung. Den heftigsten Beschuss erlitt die Festung vom 14. bis 16. Februar 1915 und vom 25. Februar bis zum 5. März 1915. Auch die deutschen Luftstreitkräfte unterstützten die Belagerung und warfen über der Festung Bomben ab.
Die Festung Osowiec litt schwer unter dem Beschuss. Es brachen Brände aus und Bauwerke brachen zusammen. Schließlich war keine Verbindung zwischen den Forts mehr möglich. Da aber während dieser Zeit der russische Verteidigungsring um die Festung nicht durchbrochen werden konnte, gruben sich auch die deutschen Truppen ein und die Belagerung verharrte bis Juli im Stellungskampf.

#### Sturm auf die Festung im Sommer 1915

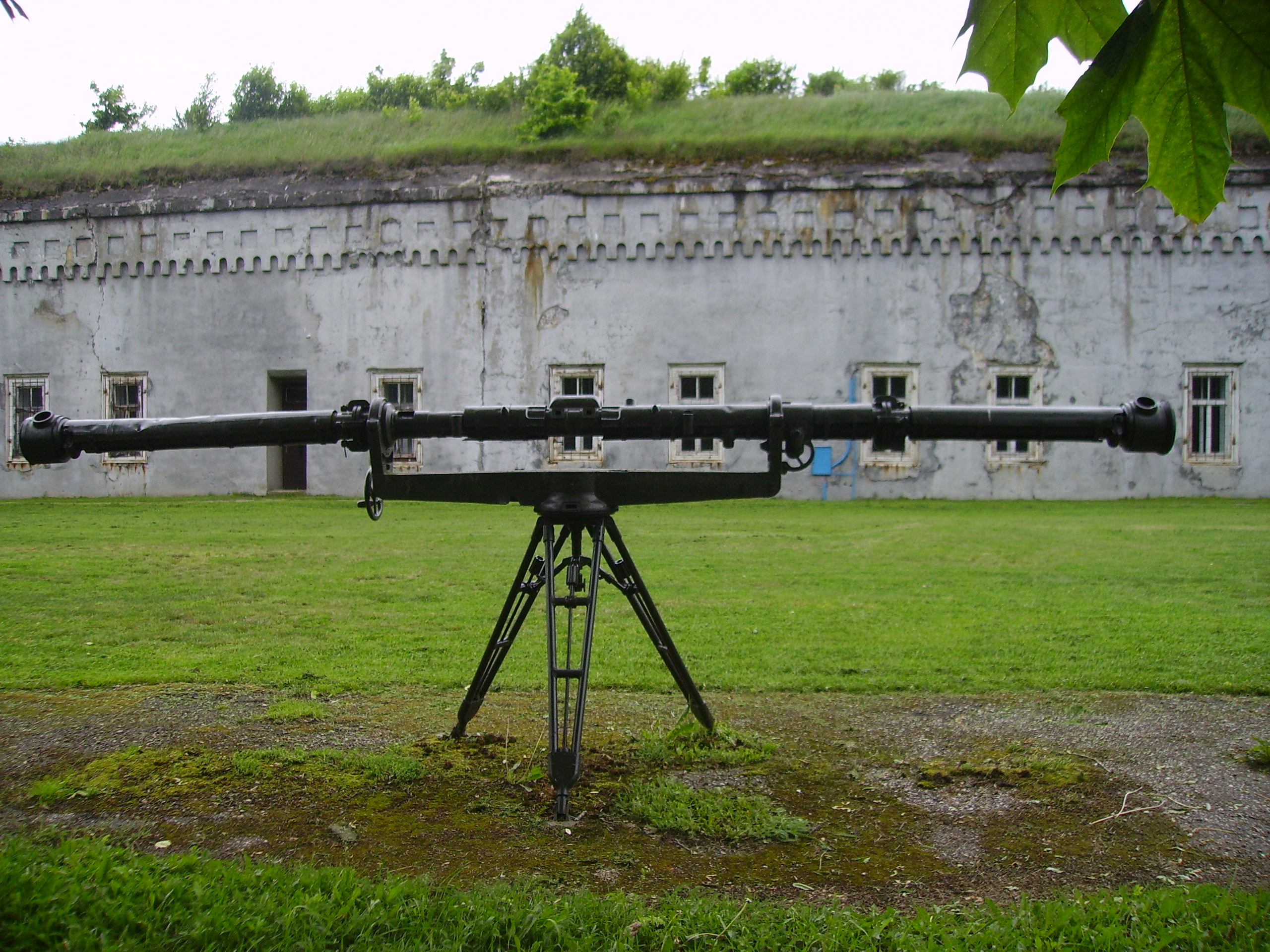
Festungsmauerwerk von Osowiec, davor ein Artillerie-Entfernungsmesser

Anfang Juli 1915 brachten die Deutschen weitere Truppen heran, darunter Einheiten der Gastruppen. Am 6. August 1915 um 4 Uhr morgens begann bei günstigem Wind ein konzentrierter Gasangriff mit Chlorgas gegen die Festung, um der 11. Landwehr-Division unter Generalleutnant von Freudenberg gute Voraussetzungen für ihr Vorrücken zu verschaffen. Die freigesetzte Gaswolke erreichte eine geschätzte Breite von 8 Kilometern. Noch in einer Entfernung von 12 Kilometern kamen Zivilisten durch das Gas zu Schaden. In kurzer Zeit war der größte Teil der Verteidiger, die alle keine Schutzmasken zu ihrer Verfügung hatten, durch das freigesetzte Chlorgas auf qualvolle Weise zu Tode gekommen oder kampfunfähig geworden. Da die Gaswolke aber nur eine Höhe von 10 bis 15 Metern erreichte, blieben einige Männer kampffähig.
Zu einem Zeitpunkt, als die deutschen Angreifer keine Gegenwehr mehr erwarteten, begann mit bis zu 8.000 Mann starken Infanteriekräften der Sturm auf die Festung.
Was sich nun abspielte, wurde in der Folge von der alliierten Presse zur Legende überhöht und als Kampf der toten Männer (russisch Атака мертвецов, englisch Attack of the Dead Men) umschrieben: Den Deutschen warfen sich Männer in blutbesudelten Uniformen entgegen. Durch den Gasangriff in einen psychischen Ausnahmezustand versetzt, wehrten sich die letzten Verteidiger bar jeder Todesfurcht mit ihren Handfeuerwaffen, zwei Maschinengewehren und den letzten fünf einsatzbereiten Geschützen. Die blutigen Uniformen hatten ihre Ursache darin, dass die russischen Soldaten wegen ihrer vom Chlorgas verätzten Bronchien unablässig Blut spuckten.
Die deutsche Seite brach daraufhin den Angriff ab. Einige Soldaten gerieten in Panik und flohen. Es waren jedoch nur 60 bis 70 Verteidiger gewesen, welche innerhalb der Festung überhaupt noch zu einer Gegenwehr in der Lage waren. Um 11 Uhr waren die gefallenen Verteidigungslinien wieder in russischen Händen.

#### Evakuierung der Festung
Wenige Tage später begann der Große Rückzug der russischen Truppen auch in Nordostpolen. Dadurch verlor die Festung Osowiec ihre Bedeutung. Beginnend ab dem 18. August wurde die Festung geräumt. Man versuchte alles, was nicht mitgenommen werden konnte oder schon in Trümmern lag, zu sprengen. Am 22. August 1915 war die Festung verlassen und am 25. August 1915 besetzten deutsche Truppen die leeren und weitgehend zerstörten Anlagen. Die Festung wurde von den Deutschen in ein Militärgefängnis umgewandelt. Bei der Beschießung war die Festung nur wenig beschädigt worden. Es genügte darum, die Kasematten zu vergittern, und das Gefängnis war fertig.

### Zweiter Weltkrieg

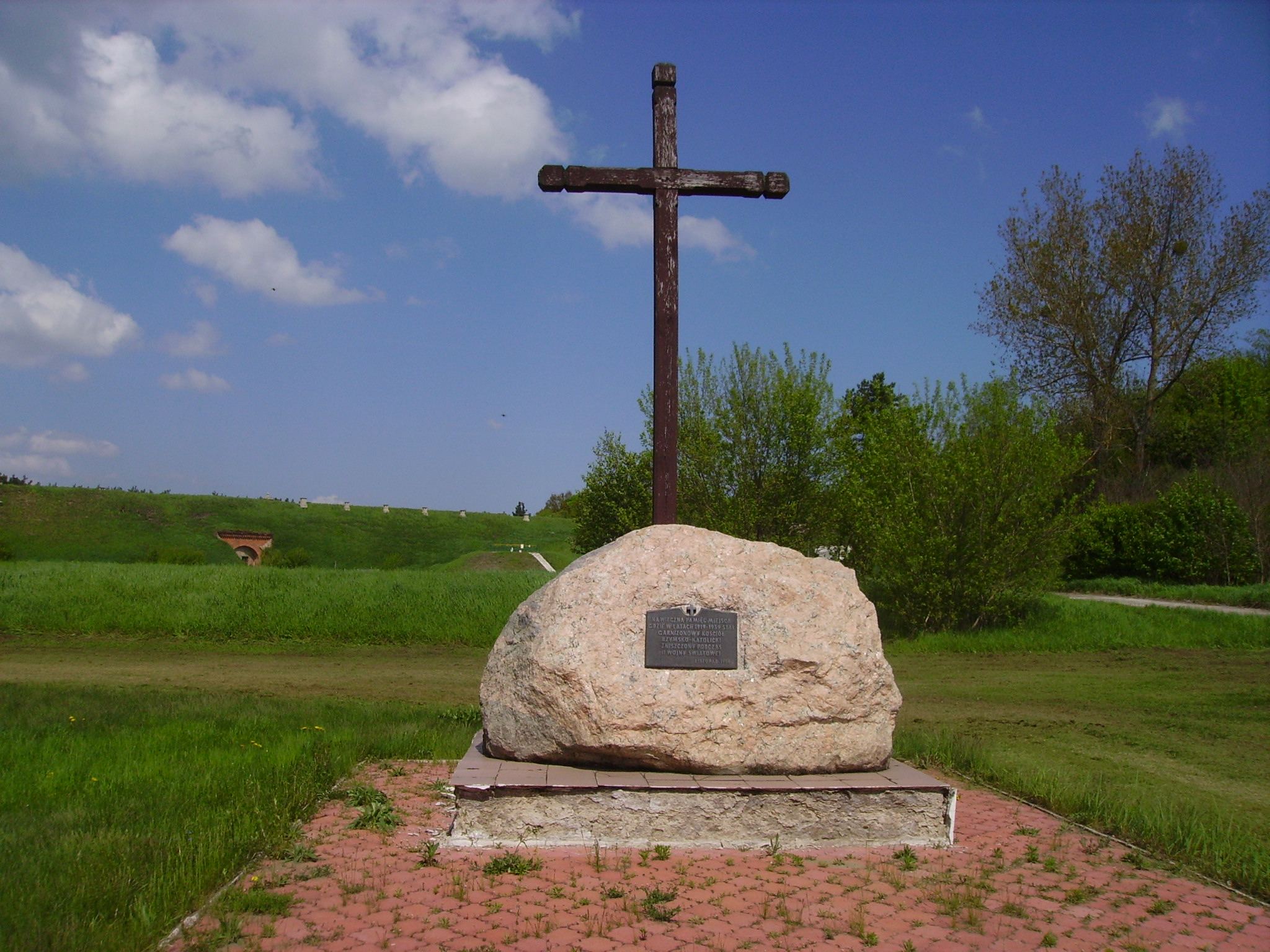
Gedenkstein für die zerstörte Festungskirche

Nach dem Ersten Weltkrieg wurden die Reste der Festung vom polnischen Militär übernommen. Die Festungskirche, die unzerstört geblieben war, wurde von einer orthodoxen in eine katholische Kirche umgeweiht.
Im Zweiten Weltkrieg spielte die Festung Osowiec zunächst keine besondere Rolle. Während des Überfalls auf Polen umgingen sie die deutschen Truppen. Am 13. September 1939 wurde sie für wenige Tage von deutschen Truppen besetzt, am 26. September 1939 aber an die Rote Armee übergeben, da sie gemäß dem Hitler-Stalin-Pakt im sowjetischen Besatzungsgebiet lag. Nach Beginn des deutschen Angriffs auf die Sowjetunion nahmen deutsche Truppen am 27. Juni 1941 die Festung Osowiec erneut ein.
Drei Jahre später näherte sich im Zuge der sowjetischen Sommeroffensive Operation Bagration die Front. Die deutschen Truppen zogen sich am 14. August 1944 auf das rechte, nördliche Ufer der Biebrza und die dort gelegenen Festungsbauwerke zurück, die daraufhin für 5 Monate zu einem Bestandteil der deutschen Stellungen wurden und in dieser Zeit ein weiteres Vordringen der Roten Armee in Richtung Ostpreußen verhinderten. Nach dem Beginn der sowjetischen Offensive Weichsel-Oder-Operation am 12. Januar 1945 räumten die deutschen Truppen die Festung endgültig, da deren Verteidigung sinnlos geworden war.
Die Festungskirche überstand diese Zeit nicht. Sie wurde bereits 1939 zerstört.

### Die Festung heute
Die Trümmer der Festung können heute teilweise auf dem Gebiet des Biebrzański-Nationalpark, wo ein Museum über die Festung eingerichtet ist, besichtigt werden. Ein kleiner Teil der Festung wurde bis in die letzte Zeit noch immer militärisch genutzt.

## Ergänzungen und Hinweise
1. ↑  Relation: Osowiec-Twierdza (6856383). Openstreetmap, abgerufen am 19. November 2021 (30 km Luftlinie nach Prostken im Kreis Lyck (Powiat Elki)).
2. ↑  Karl Retzlaw: Spartakus. Verlag Neue Kritik, Frankfurt 1971, S. 103, ISBN 3-8015-0096-9